# Kalanchoe delagoensis
Espèce
Synonymes
- Bryophyllum delagoense (Eckl. & Zeyh.) Schinz (préféré par BioLib)[2]
- Bryophyllum delagoense (Eckl. & Zeyh.) Schinz[3]
- Bryophyllum delagoense Schinz[4]
- Bryophyllum tubiflorum Harv.[3] [4]
- Bryophyllum tubiflorum Harvey[2]
- Bryophyllum verticillatum (Elliott) A.Berger[3]
- Bryophyllum verticillatum (Scott-Elliot) A. Berger[4]
- Kalanchoe delagoensis Eckl. & Zeyh., nom. nud.[4]
- Kalanchoe delagoensis Eckl. & Zeyh.[3]
- Kalanchoe delagoensis Ecklon & Zeyh.[2]
- Kalanchoe tuberosa H. Perrier[3]
- Kalanchoe tubiflora (Harv.) Raym.-Hamet (préféré par GRIN)[4]
- Kalanchoe tubiflora (Harvey) Hamet[2]
- Kalanchoe verticillata Elliot[2]
- Kalanchoe verticillata Scott-Elliot[3] [4]

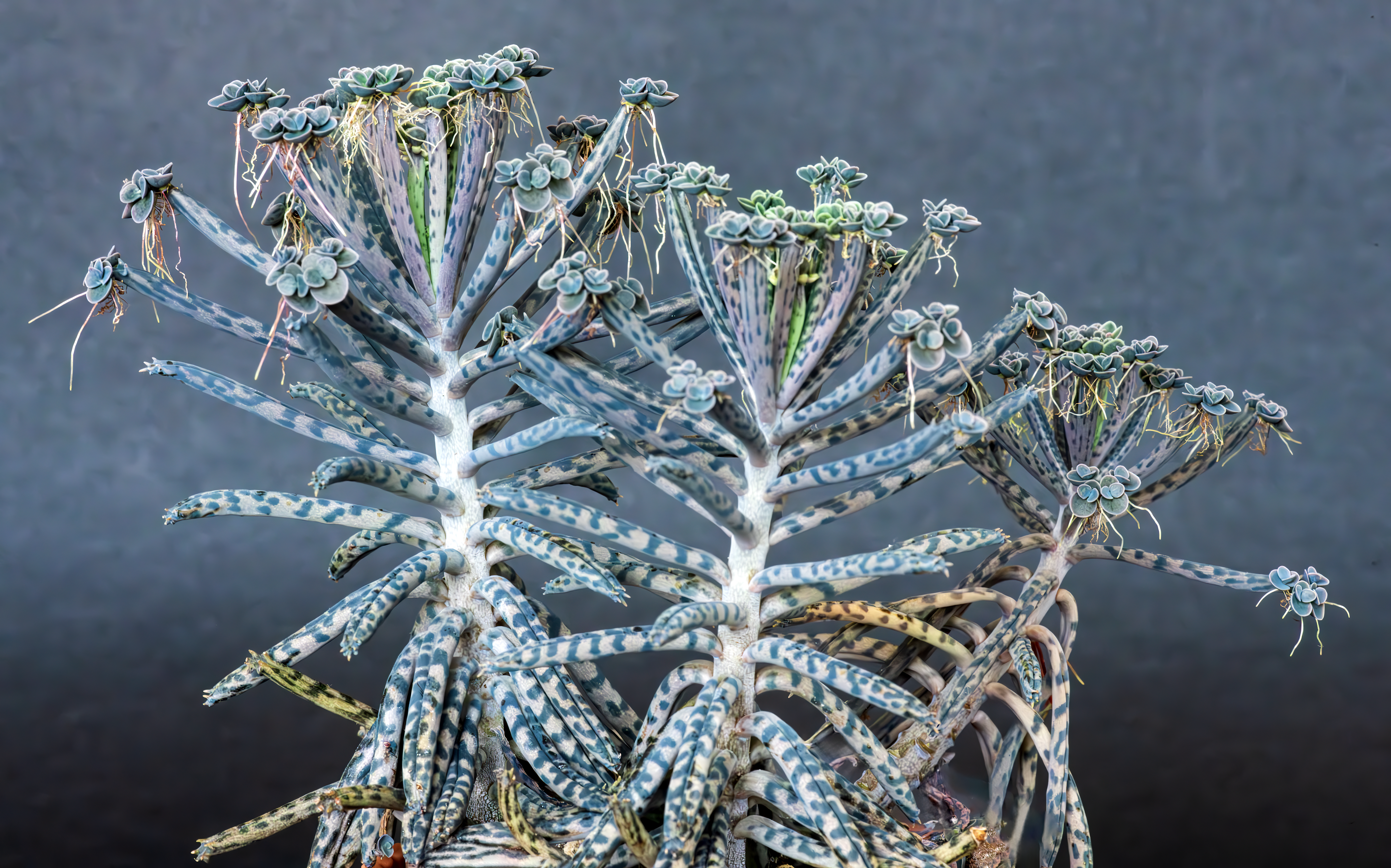
La plante est capable de se multiplier végétativement à partir de propagules qui se développent sur ses bords foliaires.

Kalanchoe delagoensis est une espèce de plantes dicotylédones de la famille des Crassulaceae, originaire de Madagascar.
Ce sont des plantes vivaces succulentes, au port dressé pouvant atteindre 1,5 mètre de haut, aux fleurs tubulaires pendantes rouge orangé. Elles sont appréciées par les amateurs de plantes grasses d'intérieur.
Comme les autres membres de la section Bryophyllum du genre Kalanchoe, Kalanchoe delagoensis est remarquable pour la multitude de petites propagules végétatives qui apparaissent en marge de ses feuilles et qui ont abouti à des noms communs comme « mère des milliers » ou « mère des millions ». « Plante chandelier » est un autre nom commun.
La capacité de reproduction végétative de Kalanchoe delagoensis, sa résistance à la sécheresse et sa popularité comme plante de jardin, lui ont permis de devenir envahissante dans des régions au climat tropical, comme l'Australie orientale et de nombreuses îles du Pacifique. Dans la région néotropicale, la pollinisation par des colibris a été observée occasionnellement.
En plus du déplacement des plantes indigènes, Kalanchoe delagoensis présente l'inconvénient de contenir des glycosides  cardiaques bufadiénolides, ce qui peut provoquer une intoxication cardiaque, en particulier chez les animaux de pâturage. En 1997, 125 têtes de bétail sont mortes en Australie après avoir mangé Kalanchoe delagoensis dans une réserve pour troupeaux en déplacement près de Moree, NSW .

## Galerie

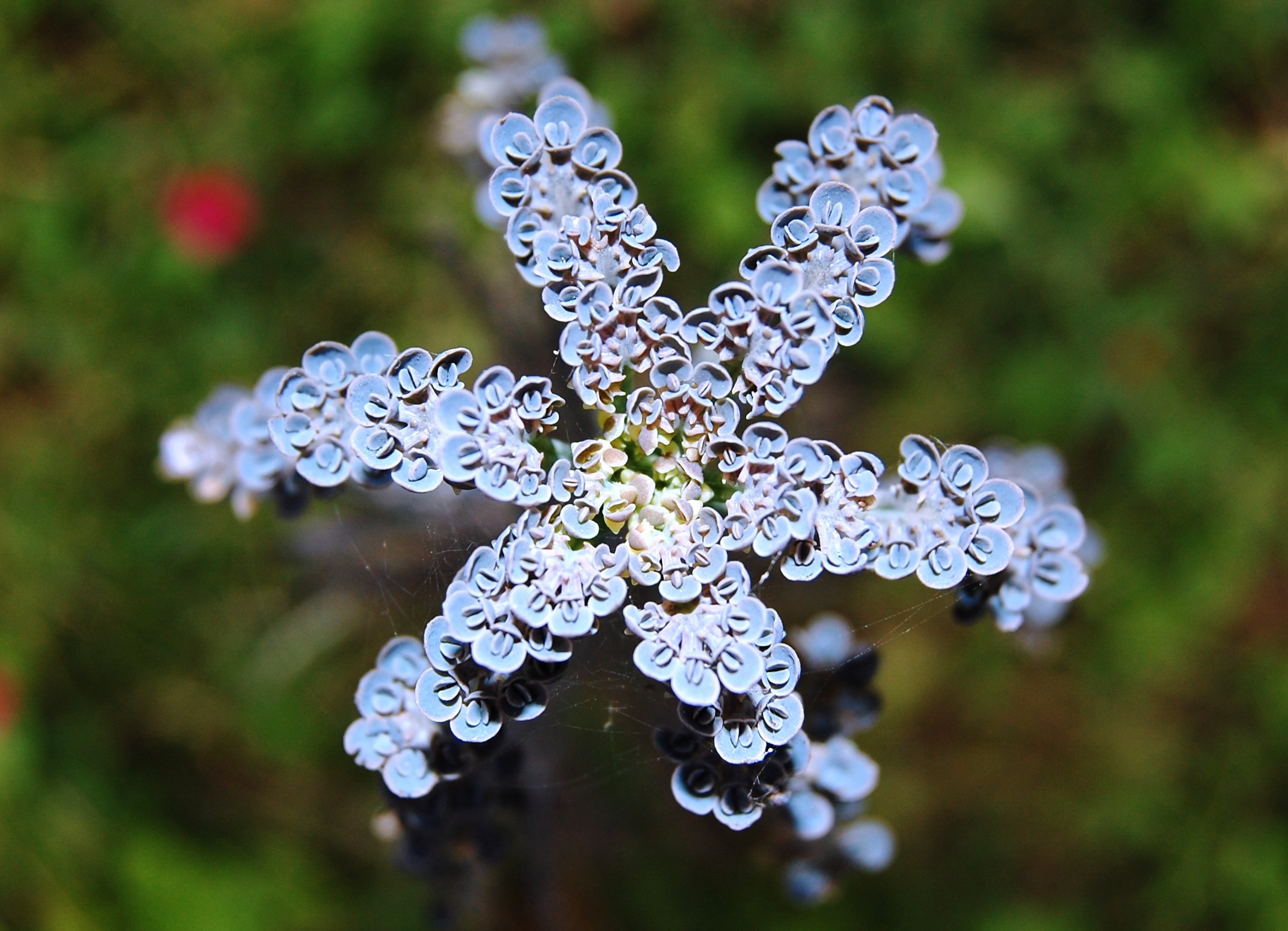
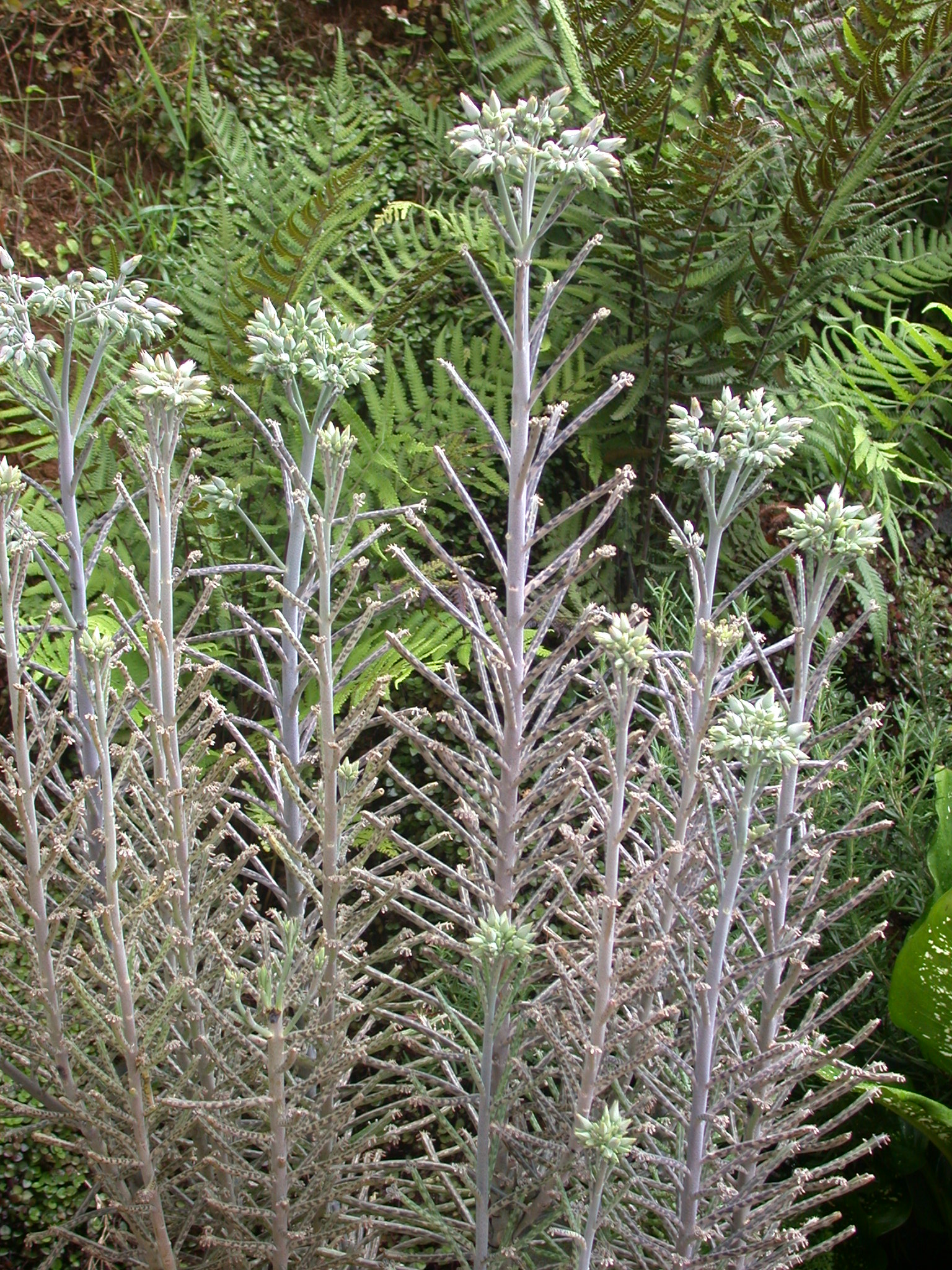
Kalanchoe delagoensis avant floraison
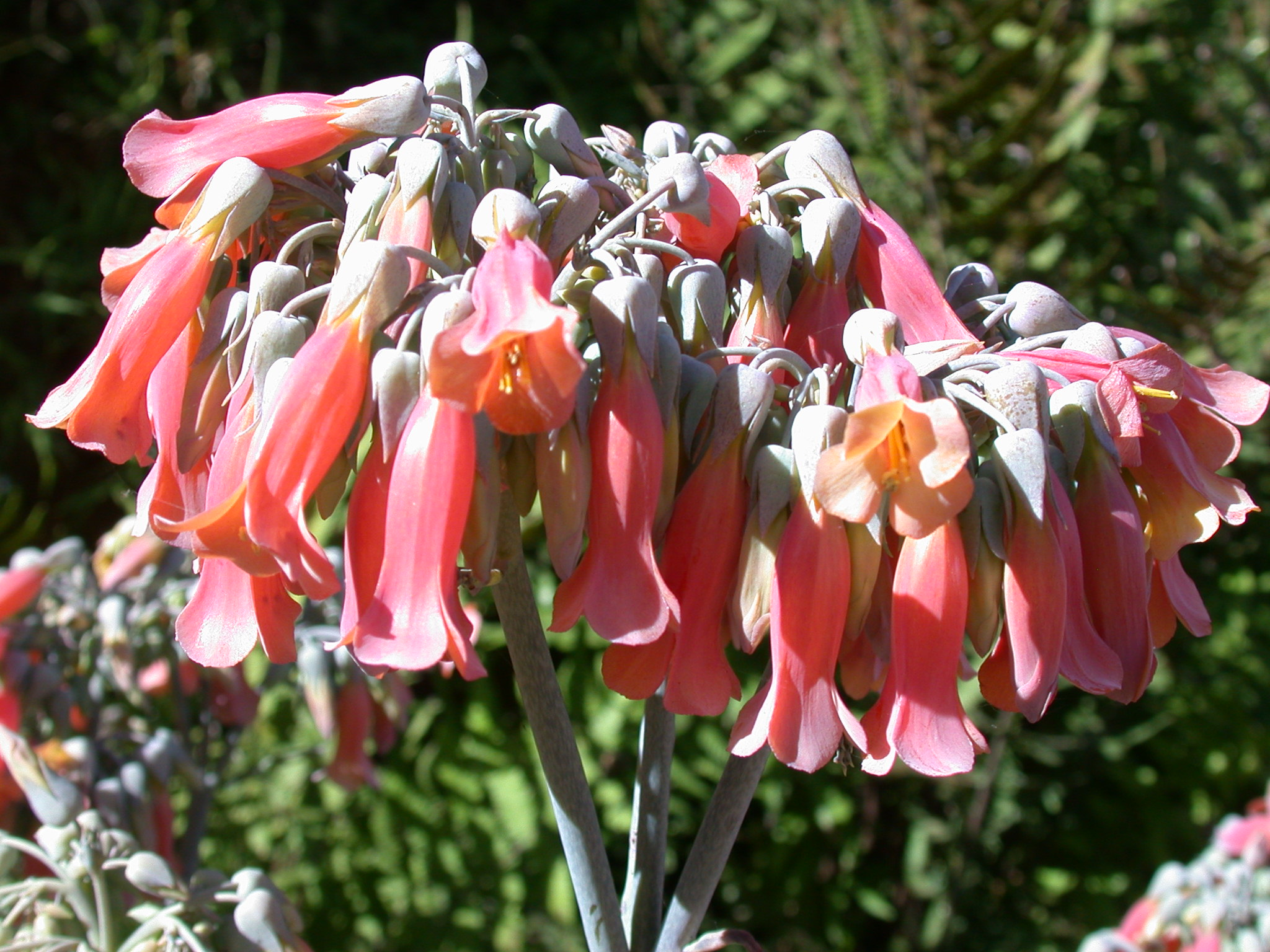
Fleurs
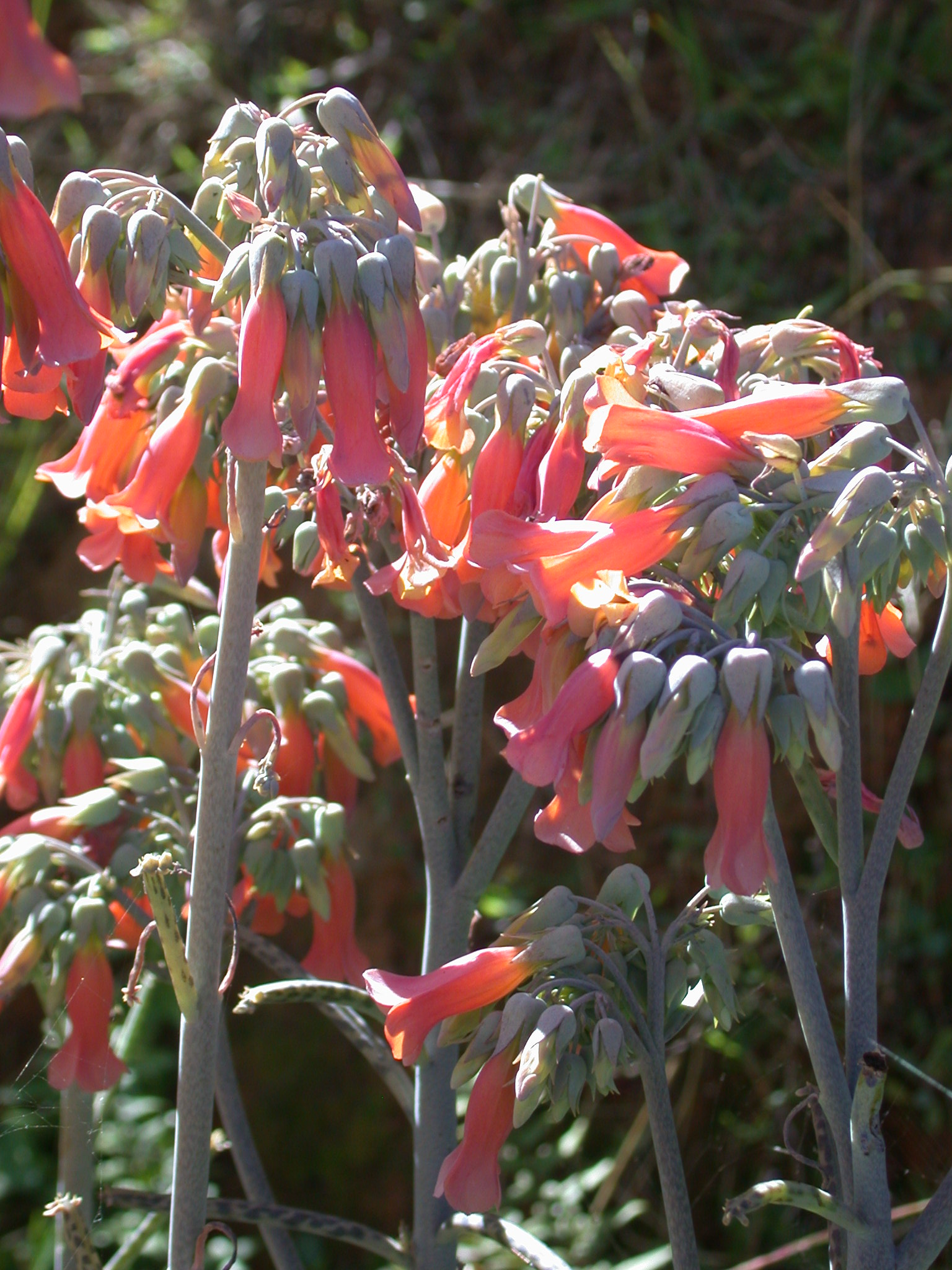
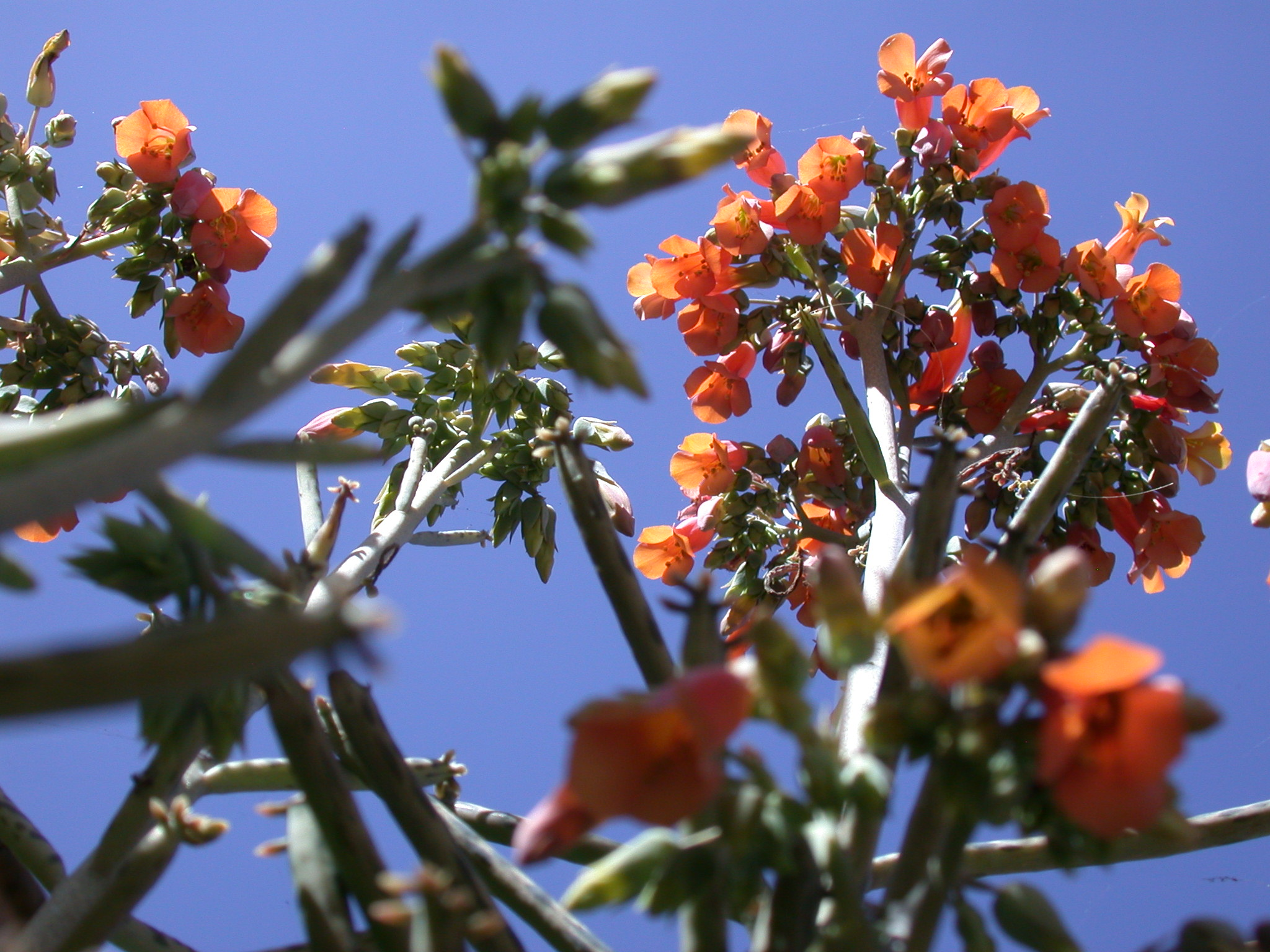
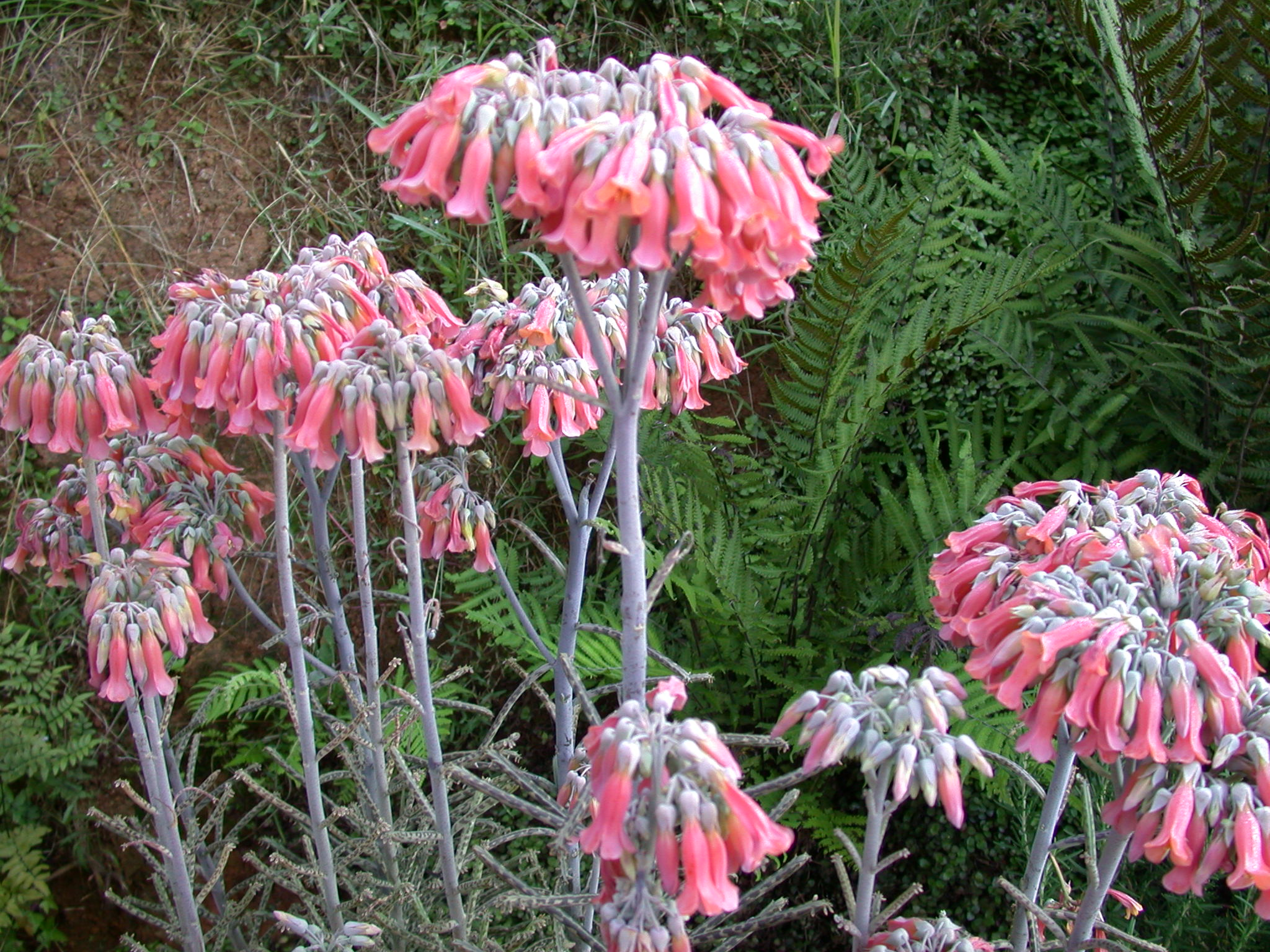
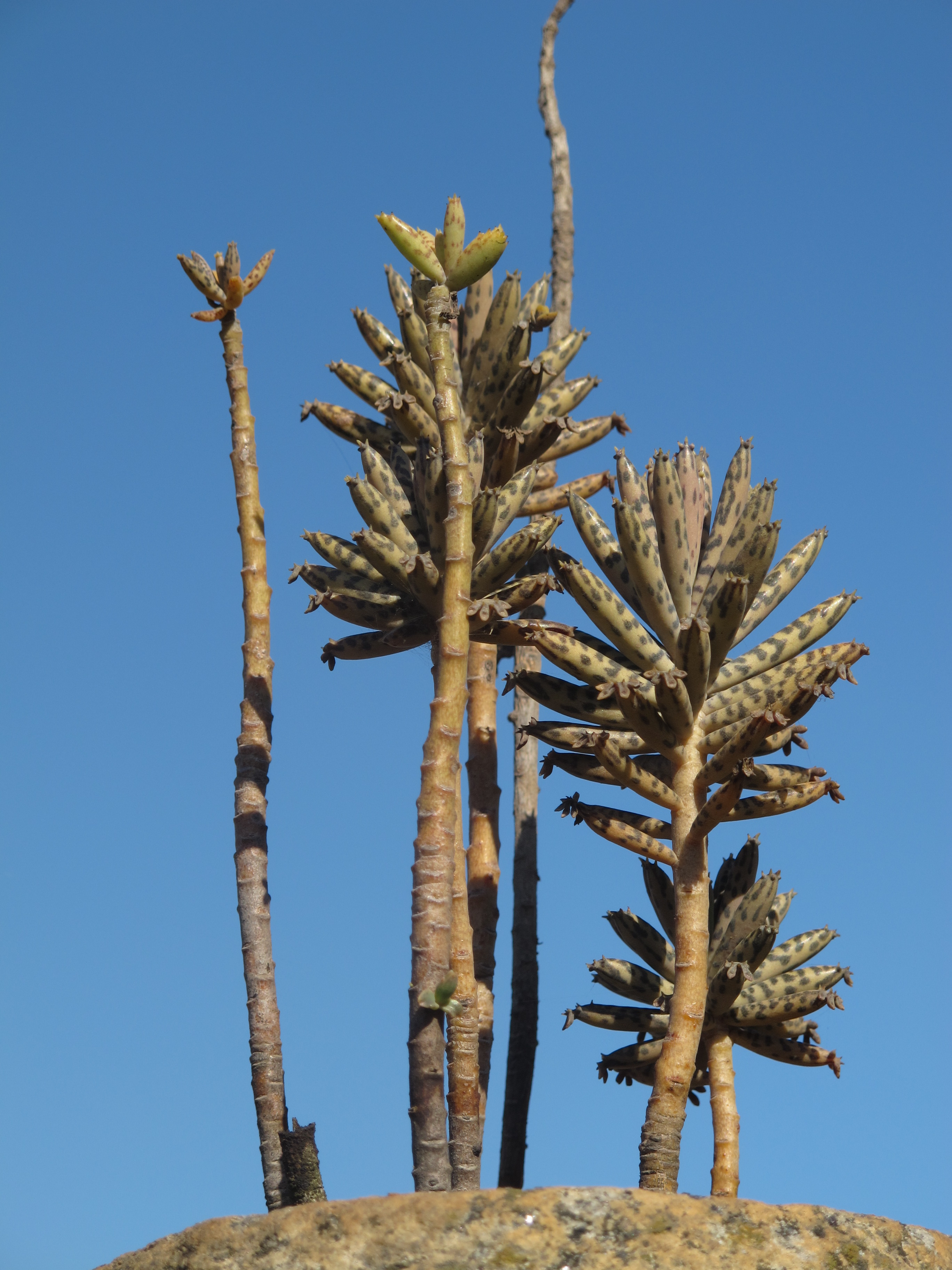
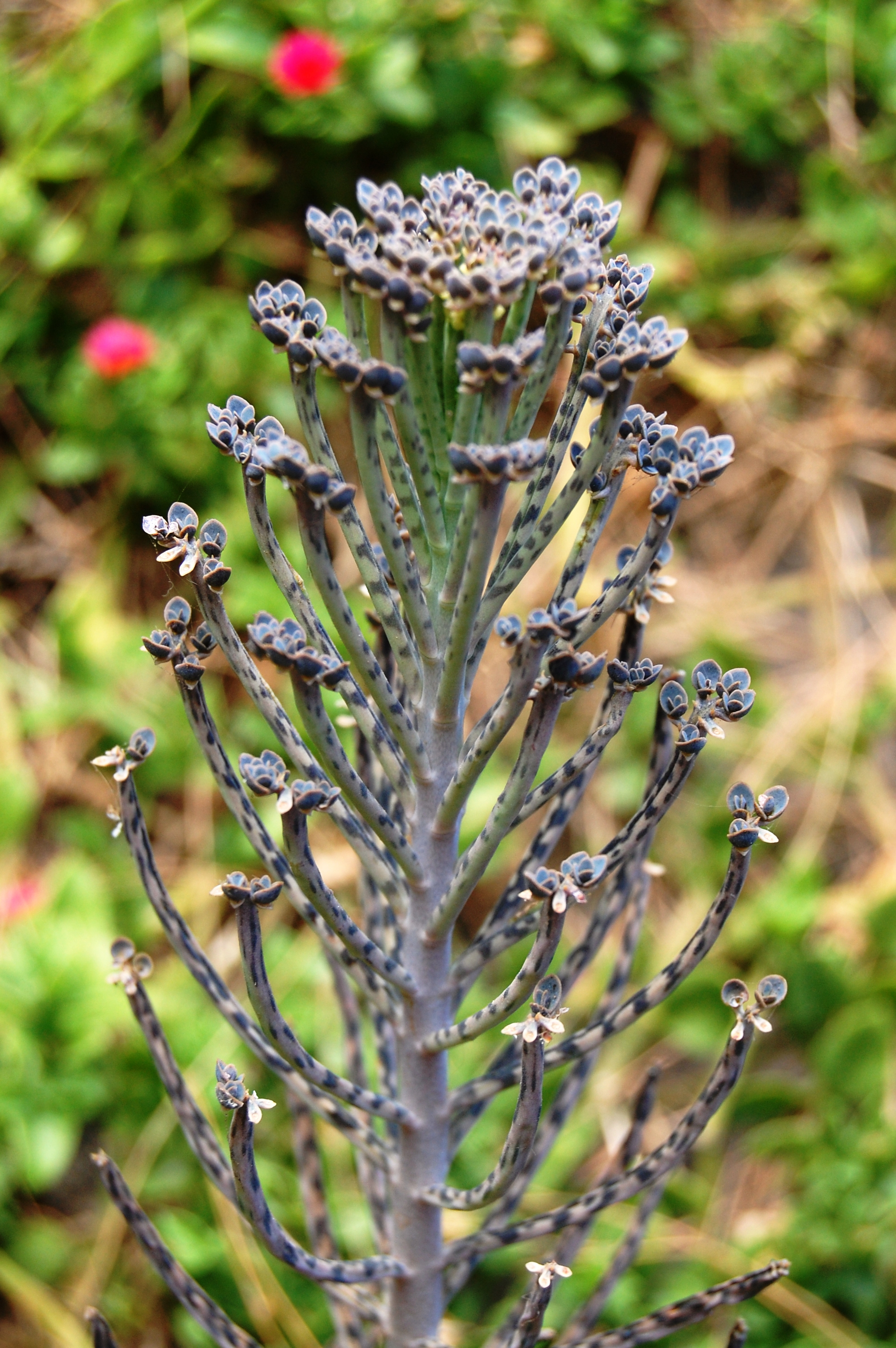